# Войщиці
Войщиці (пол. Wojszczyce) — село в Польщі, у гміні Закрочим Новодворського повіту Мазовецького воєводства.
Населення — 115 осіб (2011).
У 1975—1998 роках село належало до Варшавського воєводства.

## Демографія
Демографічна структура станом на 31 березня 2011 року:
|          | Загалом | Допрацездатний вік | Працездатний вік | Постпрацездатний вік |
| -------- | ------- | ------------------ | ---------------- | -------------------- |
| Чоловіки | 50      | 7                  | 40               | 3                    |
| Жінки    | 65      | 12                 | 41               | 12                   |
| Разом    | 115     | 19                 | 81               | 15                   |